# Ribosa
Ribosa, secondo alcuni paleontologi dell'Università di Washington, è un Superimpero tassonomico, ovvero un taxon biologico che include ogni organismo vivente basato sugli Acidi nucleici, ovvero macromolecole polimeriche lineari le cui unità ripetitive sono i nucleotidi.
Il Superimpero, in tassonomia, è un taxon di rango superiore all'Impero: infatti Ribosa comprende al suo interno i due rispettivi imperi Cytota (vita basata su cellule, ovvero organismi procarioti ed eucarioti), e Acytota comprendente generalmente i Virus, per i quali l'inclusione negli organismi viventi è attualmente oggetto di controversia.
Per contro, sempre secondo questa tassonomia, il superimpero contenente organismi non basati su acidi nucleici, ma comunque considerati forme di vita in senso lato, è denominato Aribosa: questo comprende sia organismi basati su Acido xenonucleico (ovvero macromolecole polimeriche generalmente artificiali affini agli acidi nucleici) che Prioni, ovvero "agente infettivo non convenzionale" di natura proteica. Essendo una proteina, non è un virus o un microrganismo, è quindi privo di acidi nucleici e conseguentemente dell'informazione genetica basata su di essi.

## Classificazione debole e forte
La comunità scientifica si divide nel considerare il concetto di vita in senso "debole" (che include i virus e persino i prioni, che sono organismi senza DNA), e in senso "forte", che assume invece la suddetta teoria cellulare. Da questo punto di vista, l'organismo ancestrale non dovrebbe essere chiamato Ultimo antenato comune universale, ma piuttosto "Ultimo antenato cellulare", perché l'antenato universale sarebbe ancora più antico e includerebbe gli esseri acellulari primordiali, probabilmente filamenti di RNA o DNA ancestrale autoreplicante, simile agli attuali virus, che sarebbe raggruppato nel superdominio Acytota.

## Superclassificazione
| Mundus      | Biota / Vitae / Eobiontes      | Biota / Vitae / Eobiontes      | Biota / Vitae / Eobiontes      | Biota / Vitae / Eobiontes      | Biota / Vitae / Eobiontes      | Biota / Vitae / Eobiontes      | Biota / Vitae / Eobiontes      | Biota / Vitae / Eobiontes      | Biota / Vitae / Eobiontes      | Biota / Vitae / Eobiontes      | Biota / Vitae / Eobiontes      | Biota / Vitae / Eobiontes | Abiotic / Mineralia |
| Arborea     | Terroa / Terrabiota / Geobiota | Terroa / Terrabiota / Geobiota | Terroa / Terrabiota / Geobiota | Terroa / Terrabiota / Geobiota | Terroa / Terrabiota / Geobiota | Terroa / Terrabiota / Geobiota | Terroa / Terrabiota / Geobiota | Terroa / Terrabiota / Geobiota | Terroa / Terrabiota / Geobiota | Terroa / Terrabiota / Geobiota | Terroa / Terrabiota / Geobiota | (Eso-Terroan / Exobiota?) |                     |
| Superimpero | Ribosa                         | Ribosa                         | Ribosa                         | Ribosa                         | Ribosa                         | Ribosa                         | Ribosa                         | Ribosa                         | Ribosa                         | Aribosa                        | Aribosa                        |                           |                     |
| Impero      | Cytota                         | Cytota                         | Cytota                         | Cytota                         | Acytota / Aphanobionta         | Acytota / Aphanobionta         | Acytota / Aphanobionta         | Acytota / Aphanobionta         | Acytota / Aphanobionta         | Xenobiota                      | Prioni                         |                           |                     |
| Dominio     | Eukaryota                      | Eukaryota                      | Prokaryota                     | Prokaryota                     | Virii                          | Virii                          | Virii                          | Phagia                         | Phagia                         |                                |                                |                           |                     |
| ----------- | ------------------------------ | ------------------------------ | ------------------------------ | ------------------------------ | ------------------------------ | ------------------------------ | ------------------------------ | ------------------------------ | ------------------------------ | ------------------------------ | ------------------------------ | ------------------------- | ------------------- |

Legenda:
- Mineralia / Abiotic[6] - fattori non viventi[7] (materia ambientale dell'ecosistema[8])
- Biota / Vitae / Eobiontes[9][10] - fattori viventi (sistemi in uno stato energetico di disequilibrio stazionario in grado di dirigere una serie di reazioni chimiche[11])
  - (Arborea: Exobiota)[12] - eventuale vita extraterrestre[13];
  - Arborea: Terroa / Terrabiota / Geobiota[14] - vita terrestre[15];
    - Aribosa[16] -Organismi biologici non contenenti RNA o DNA, o molecole proteiche capaci di riproduzione[17];
      - Xenoribosa / Xenobiota
      - Prioni;

    - Ribosa[18][19] - viventi basati su RNA o DNA;
      - Acytota / Aphanobionta[20][21] - vita non cellulare[22][23];
        - Virus;
        - Phage

      - Cytota[24] - vita cellulare;
        - Eukaryota;
        - Prokaryota.